# 1914 en arts plastiques
| Années des arts plastiques : 1911 - 1912 - 1913 - 1914 - 1915 - 1916 - 1917    |
| Décennies des arts plastiques : 1880 - 1890 - 1900 - 1910 - 1920 - 1930 - 1940 |

Cette page concerne l'année 1914 en arts plastiques.

## Événements
- 9 mai : ouverture du Salon de Bruxelles de 1914[1].

## Œuvres
- Violon et pipe LE QUOTIDIEN, huile sur toile de Georges Braque, exemple de « cubisme analytique »,
- Le Cheval majeur de Raymond Duchamp-Villon.
- Bild mit rotem Fleck de Vassily Kandinsky.

## Naissances
- 3 janvier : Odette Caly peintre française († 1993).
- 5 janvier : Nicolas de Staël, peintre français († 16 mars 1955),
- 8 janvier : Berthe Marcou, peintre et graveuse française († 13 septembre 1993),
- 19 janvier : Maurice Sérullaz, peintre, critique d'art et historien d'art français († 14 août 1997),
- 25 janvier : Magda Hagstotz, peintre et styliste allemande († 2001).
- 2 février: Purita Kalaw Ledesma, critique d'art philippine († 29 avril 2005),
- 4 février : Jean Chabot, peintre français († 18 février 2015),
- 5 février : Roland Chanco, peintre français († 11 juillet 2017),
- 21 février :
  - Nicolas Carrega, peintre et graveur français († 29 janvier 1993),
  - Park Soo-keun, peintre coréen († 6 mai 1965),
- 22 février : Karl Otto Götz, peintre allemand († 19 août 2017),
- 26 février : Antonio Cardile, peintre, graveur, dessinateur et sculpteur italien de l'école romaine de peinture († 9 décembre 1986),
- 3 mars : Asger Jorn, peintre danois († 1er mai 1973),
- 21 mars : Lucien Ardenne, peintre français  († 1993).
- 2 avril : Hans Wegner designer danois († 26 janvier 2007),
- 9 avril : Rex Barrat, peintre, dessinateur et illustrateur français († 21 décembre 1974),
- 12 avril : François Baboulet, peintre paysagiste, de marines et de natures mortes français († 17 décembre 2010),
- 15 avril : Bernard Boesch, architecte et peintre français († 14 février 2005),
- 27 avril : François Garnier, peintre et illustrateur français († 8 juin 1981),
- 10 mai : Karl Schmid, peintre, sculpteur, graveur et graphiste suisse  († 13 août 1999),
- 12 mai : Mireille Montangerand, peintre française († 28 mars 2003),
- 21 mai : Jean Vimenet, peintre français († 26 mai 1999),
- 24 mai : Jules Perahim, peintre français d'origine roumaine († 2 mars 2008),
- 27 mai : Pierre Arcambot, peintre français († 1989),
- 29 mai : Dino Ferrari, peintre italien († 15 septembre 2000),
- 10 juin : Wilfrid Moser, peintre et sculpteur suisse († 19 décembre 1997),
- 23 juin : Jean-Aimé-Roger Durand, peintre français († 6 mai 2001),
- 26 juin : Jan Schoonhoven, peintre et sculpteur néerlandais († 31 juillet 1994),
- 30 juin : Camille Fleury, peintre, sculpteur, vitrailliste et créateur de tapisserie français († 15 septembre 1984),
- 10 juillet : Kero Antoyan, photographe et peintre turc († 19 août 1993),
- 18 juillet : Jean Baudet, peintre français de l'École de Paris († 24 mai 1989),
- 20 juillet : Fernand Morel, peintre et galeriste suisse († 29 avril 2012),
- 24 juillet : Sauveur Galliéro, peintre français († 4 juin 1963),
- 29 juillet : Auguste-Jean Gaudin, peintre et graveur français († 23 mai 1992),
- 17 août :  Carl Walter Liner, peintre suisse († 19 avril 1997),
- 26 août : Georges Charaire, écrivain et graveur français († 23 septembre 2001),
- 27 août : Éliane Diverly, peintre, portraitiste, dessinatrice et aquarelliste française († 1er octobre 2012),
- 15 septembre : Jean Gaston Mantel, peintre français († 30 mai 1995),
- 22 septembre : Martin Barré, peintre français († 8 juillet 1993),
- 23 septembre : Annely Juda, marchande d'art allemande († 13 août 2006),
- 24 septembre : Jiří Kolář, collagiste, poète, écrivain, peintre et traducteur austro-hongrois puis tchécoslovaque, tchèque et français († 11 août 2002),
- 7 octobre : Jean Navarre, peintre, lithographe et illustrateur († 20 septembre 2000),
- 11 octobre : Élie Grekoff, peintre et maître cartonnier français d'origine russe († 16 juillet 1985),
- 15 octobre : John Muench, lithographe et peintre américain († 13 août 1993),
- 22 octobre : Albert Muis, peintre néerlandais († 24 septembre 1988),
- 27 octobre : Endre Bálint, peintre et graveur hongrois († 3 mai 1986),
- 7 novembre : Jean Cluseau-Lanauve, peintre français († 7 février 1997),
- 11 novembre : Georges Coulon, sculpteur et peintre français († 2 décembre 1990),
- 14 novembre : Lucien Le Guern, peintre et religieux français († 27 janvier 1981),
- 9 décembre : Ljubica Sokić, peintre serbe († 9 janvier 2009),
- 12 décembre : Eudaldo, peintre non figuratif français d'origine chilienne de la nouvelle École de Paris († 13 août 1987),
- 14 décembre : Georges Arditi, peintre français († 15 janvier 2012),
- 28 décembre : Marcel Schwarz, décorateur de théâtre et peintre français († 14 juillet 1985),
- ? :
  - Robert Bluteau, peintre et dessinateur français († 1985),
  - José Guerrero, peintre espagnol († 1991),
  - Nathan Gutman, Peintre français d'origine polonaise († 1990),
  - Qin Lingyun, peintre chinois de paysages traditionnel († 2008).

## Décès
- 2 janvier : Euphémie Muraton, peintre française (° 11 avril 1836),
- 11 janvier : Gaston Mélingue, peintre français (° 26 juillet 1839),
- 19 janvier : Filippo Carcano, peintre italien (° 25 septembre 1840),
- 21 janvier : Salvador Martínez Cubells, peintre et restaurateur espagnol (° 9 novembre 1845),
- 24 janvier : Adolf Eberle, peintre allemand (° 14 janvier 1843),
- 19 février : Oleksa Novakivskyi, peintre russe (° 1er février 1842),
- 20 février : Paul Chevré, sculpteur français, survivant du naufrage du Titanic (° 5 juillet 1866),
- 27 mars : Joséphine Houssay, peintre et lithographe française (° 25 décembre 1840),
- 28 mars : Carlos María Herrera, peintre uruguayen (° 18 décembre 1875),
- 31 mars : Hubert von Herkomer, peintre allemand (° 26 mai 1849),
- 2 avril : Daniel Koechlin, peintre français (° 4 décembre 1845),
- 3 avril : Alexis Marie Lahaye, peintre français (° 20 avril 1850),
- 6 avril : Józef Chełmoński, peintre polonais (° 7 novembre 1849),
- 23 avril : Jules Didier, peintre et lithographe français (° 26 mai 1831),
- 25 avril : Ferdinand Leenhoff, peintre et sculpteur néerlandais (° 24 mai 1841),
- 29 avril : Alessandro Franchi, peintre italien (° 15 mars 1838),
- 3 mai : Carsten Ravn, peintre, affichiste, lithographe et dessinateur danois (° 9 septembre 1859),
- 1er juin : Árpád Feszty, peintre hongrois (° 24 décembre 1856),
- 6 juin : Gabriel Ferrier, peintre français (° 29 septembre 1847),
- 9 juin : Charles Giron, peintre et critique d'art suisse (° 24 janvier 1850),
- 18 juin : Charles Maurin, peintre et graveur libertaire français (° 1er avril 1856),
- 26 juin : Antonio Herrera Toro, peintre vénézuélien (° 26 janvier 1857),
- 4 juillet : Michele Catti, peintre italien (° 5 avril 1855),
- 14 juillet : Fernand Desmoulin, peintre et graveur français (° 4 juin 1853),
- 27 juillet : Lucien d'Eaubonne, sculpteur, peintre et graveur en médailles français (° 26 août 1870),
- ? juillet : René Princeteau, peintre animalier français (° 18 juillet 1843),
- 14 août : François-Édouard Meloche, peintre et décorateur québécois (° 27 février 1855),
- 27 août : Paul Villiers, peintre et artiste décorateur français (° 25 novembre 1883),
- 5 septembre : Fritz Splitgerber, peintre allemand (° 10 février 1876),
- 6 septembre : Jean Hillemacher, peintre français (° 15 juin 1889),
- 7 septembre : Paul-Charles Delaroche, dessinateur, peintre et illustrateur français (° 15 août 1886),
- 13 septembre : František Gellner, poète, écrivain, peintre, caricaturiste et anarchiste austro-hongrois  (° 19 juin 1881),
- 17 septembre : Gaetano D'Agostino, peintre italien (° 16 mai 1837),
- 18 septembre : Albert Kappis, peintre et lithographe allemand (° 20 août 1836),
- 19 septembre : Georges Gass, peintre français (° 19 février 1885),
- 20 septembre :
  - Maurice Alexandre Berthon, peintre français (° 28 décembre 1888),
  - Achille-Eugène Godefroy, peintre français (° 15 novembre 1882),
- 26 septembre : August Macke, peintre allemand (° 3 janvier 1887),
- 28 septembre :
  - Robert Besnard, peintre et graveur français (° 1er juin 1881),
  - Jean Destrem, peintre français (° 12 mai 1875),
- 11 octobre : Yves Marevéry, dessinateur français (° 7 octobre 1888),
- 16 octobre : Horace Antoine Fonville, peintre et aquafortiste français (° 9 mars 1832),
- 17 octobre : Alfred Elsen, peintre et aquafortiste belge (° 16 novembre 1850),
- 20 octobre : Ismaël Gentz, peintre allemand (° 18 juin 1862),
- 27 octobre : Félix Bracquemond, peintre, graveur et décorateur d'objets d'art français (° 28 mai 1833),
- 1er novembre : René Billotte, peintre français (° 24 juin 1846),
- 5 novembre : Amédée Rosier, peintre orientaliste français (° 20 août 1831),
- 7 novembre : Élisa Koch, peintre et pastelliste italienne (° 17 septembre 1833),
- 11 novembre : Georges Spetz, industriel, écrivain compositeur, peintre et collectionneur d'œuvres d'art français (° 31 mai 1844),
- 15 novembre : Alphonse Thyes, dessinateur technique et paysagiste luxembourgeois (° 5 août 1830),
- 22 novembre : Henri Goussé, peintre, affichiste et illustrateur français (° 1er avril 1872),
- 1er décembre : Léon Gambey, peintre, dessinateur et illustrateur français (° 4 mars 1883),
- 5 décembre : Hermann Stenner, peintre allemand (° 12 mars 1891),
- 6 décembre : Eugenio Tano, peintre italien (° 4 juillet 1840),
- 12 décembre : Bernard Blommers, peintre et graveur néerlandais (° 30 janvier 1845),
- 13 décembre : Édouard Monchablon, peintre français (° 11 novembre 1879),
- 17 décembre : René-Ernest Huet, peintre français (° 31 août 1886),
- 25 décembre : Wilhelm Altheim, peintre allemand (° 12 août 1871),

- ? :
  - George W. Eve, graveur britannique (° 1855).